# Tinnura
Tinnura (sardinsky: Tinnùra) je italská obec (comune) v provincii Oristano v regionu Sardinie. Nachází se ve výšce 328 metrů nad mořem a má 246 obyvatel. Rozloha obce je 3,85 km².